# Миха Улман
Миха Улман (хебр. מיכה אולמן; рођен 1939. у Тел Авиву) је уметник и професор на Академији лепих уметности у Штутгарту.

## Биографија
Од 1960. до 1964. студирао је на Безалел академији уметности и дизајна у Јерусалиму, а 1965. у Централној школи за уметност и занате у Лондону. Следило је од 1970. до 1978. запослење на Безалел академији уметности и дизајна. Године 1976. постаје привремени професор на Академији уметности у Диселдорфу. Од 1979. до 1989. је Улман предавао на Универзитету Хаифи. Године 1989. добија стипендију од Немачке службе за академску размену (ДААД) у Берлину. Професор скулптуре на Академији лепих уметности у Штутгарту постаје 1991. Улман живи и ради у Рамат Хашарону у Израелу.

## Изложбе
Немачка
- Нова народна галерија, Берлин

Италија
- Палата Пепесе — Центар модерне уметности, Сијена (итал. Palazzo delle Papesse — Centro Arte Contemporanea),

Уједињено Краљевство
- Галерија британске уметности Тејт, Лондон (енгл. Tate Gallery of British Art)

## Награде
- 1981. — Награда Награда Сандберг Израелског музеја;
- 1995. — Награда Кете Колвиц Академије уметности у Берлину;
- 1998. — Награда Џенет и Џорџ Џарин Израелске културне фондације у Америци;
- 2005. — Награда Ханс-Тома